# Siniša Malešević

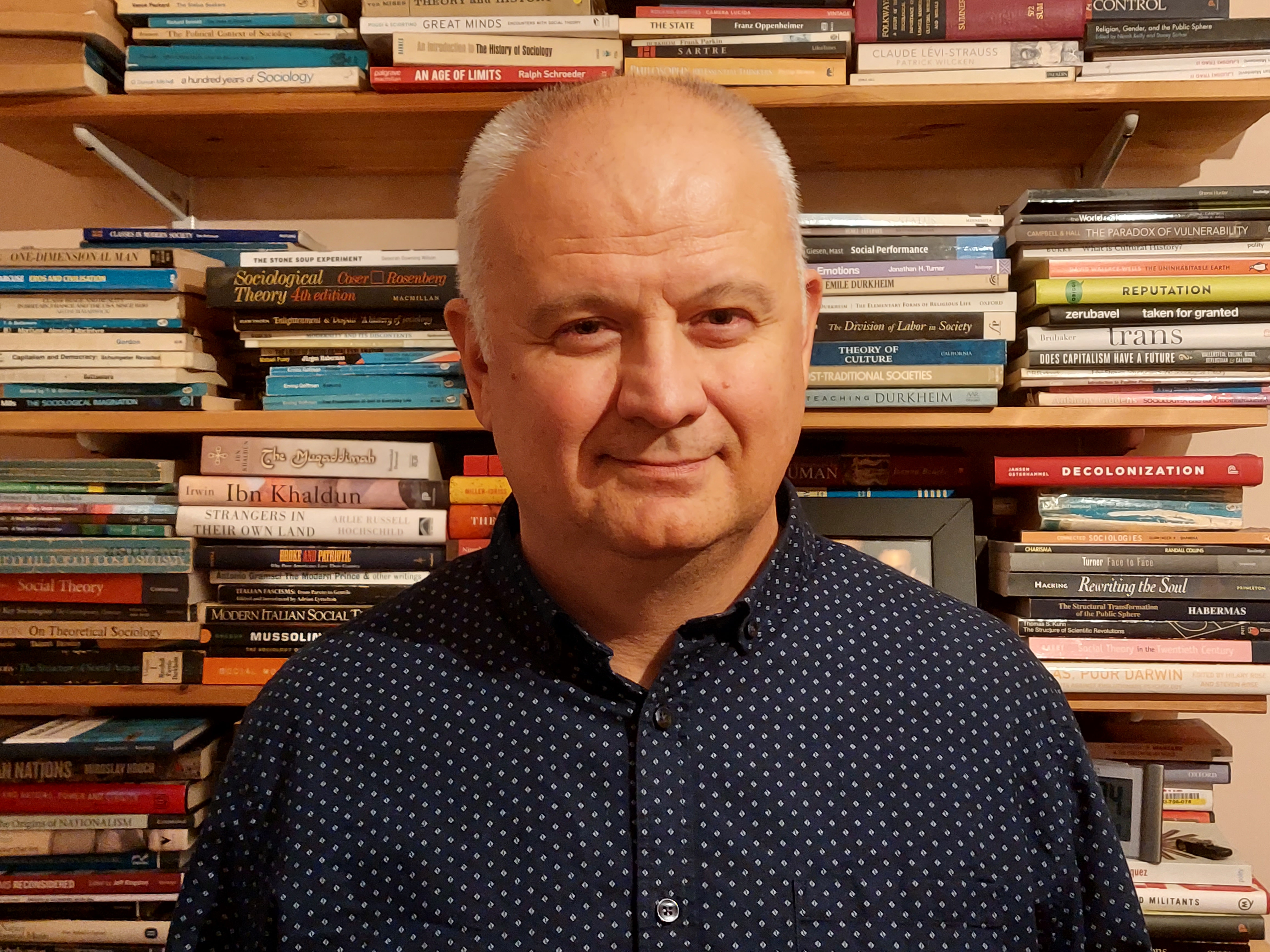
Siniša Malešević, 2022

Siniša Malešević  (* 5. April 1969 in Banja Luka, Bosnien und Herzegowina) ist ein irischer Wissenschaftler und Autor. Er ist ordentlicher Professor für Soziologie am University College Dublin. Er ist außerdem Senior Fellow und Associate Researcher am Conservatoire national des arts et métiers (CNAM) in Paris.

## Karriere
Maleševićs Forschungsinteressen umfassen vergleichend-historische und theoretische Studien zu Ethnizität, Nationalstaaten, Nationalismus, Imperien, Ideologie, Krieg, Gewalt und soziologischer Theorie. Er ist Autor von neun Büchern und Herausgeber von acht Büchern und Bänden, darunter einflussreiche Monographien wie Ideology, Legitimacy and the New State (2002), The Sociology of Ethnicity (2004), Identity as Ideology (2006), The Sociology of War and Violence (2010), Nationalstaaten und Nationalismen (2013), Der Aufstieg der organisierten Brutalität (2017) und Grounded Nationalisms (2019). Der Aufstieg der organisierten Brutalität wurde 2018 von der Abteilung für Frieden, Krieg und soziale Konflikte der American Sociological Association ausgezeichnet. Malešević hat außerdem über 100 von Experten begutachtete Zeitschriftenartikel und Buchkapitel verfasst und weltweit mehr als 120 Vorträge gehalten. Seine Arbeiten wurden in zahlreiche Sprachen übersetzt, darunter Albanisch, Arabisch, Chinesisch, Kroatisch, Französisch, Indonesisch, Japanisch, Persisch, Portugiesisch, Serbisch, Spanisch, Türkisch und Russisch. Zuvor hatte er Forschungs- und Lehraufträge am Institut für Internationale Beziehungen (Zagreb), am Zentrum für Nationalismusforschung der Central European University (Prag), wo er mit dem verstorbenen Ernest Gellner zusammenarbeitete, und an der National University of Ireland in Galway. Er hatte auch Gastprofessuren und Stipendien an der Université libre de Bruxelles (Eric-Remacle-Lehrstuhl für Konflikt- und Friedensforschung), dem Institut für Humanwissenschaften in Wien, der London School of Economics, der Universität Uppsala und dem Niederländischen Institut für fortgeschrittene Studien in den Geisteswissenschaften inne. Im März 2010 wurde er zum Mitglied der Royal Irish Academy gewählt, im Dezember 2012 zum assoziierten Mitglied der Akademie der Wissenschaften und Künste von Bosnien und Herzegowina und im August 2014 zum Mitglied der Academia Europaea. Malešević ist Unterzeichner der 2017 veröffentlichten Deklaration zur gemeinsamen Sprache der Kroaten, Serben, Bosniaken und Montenegriner.